# Tafeltennis op de Olympische Zomerspelen 2008
Tafeltennis is een van de sporten die beoefend werden tijdens de Olympische Zomerspelen 2008 in Peking. De onderdelen vonden plaats van 13 augustus en 23 augustus in de Peking University Gymnasium. Het teamonderdeel was in de plaats gekomen van het voorheen gespeelde dubbelspel.
Voor Nederland namen zowel Li Jiao, Li Jie als Jelena Timina voor de eerste keer deel. De van oorsprong Russische Timina kwam wel tweemaal eerder uit op de Olympische toernooien van 1992 en 1996, maar onder een andere vlag.
Li Jiao en Li Jie kwamen beide tot de laatste zestien in het enkelspeltoernooi. Samen met Timina (die niet deelnam aan het enkelspel) werden ze daarnaast negende in teamverband.

## Onderdelen en programma
De volgende 4 onderdelen vinden plaats in Peking.
| Onderdeel          | Voorrondes     | Finale      |
| ------------------ | -------------- | ----------- |
| Enkelspel, mannen  | 19-22 augustus | 23 augustus |
| Enkelspel, vrouwen | 18-21 augustus | 22 augustus |
| Team, mannen       | 13-17 augustus | 18 augustus |
| Team, vrouwen      | 13-16 augustus | 17 augustus |

## Kwalificatie
Elk land mag maximaal 3 mannen en 3 vrouwen inschrijven, hiernaast mogen ze maximaal één vrouwelijk team en een mannelijk team inschrijven. De prestaties van een land tijdens verschillende kwalificatietoernooien bepaalden het aantal deelnemers voor dat land.

## Team
Bij het nieuwe onderdeel team spelen telkens twee teams tegen elkaar. Een team bestaat uit drie spelers. Er worden maximaal vijf wedstrijden gespeeld, waarvan één wedstrijd een dubbel. Elke speler mag maximaal twee wedstrijden spelen. Eerst worden twee enkelspelen gespeeld, dan het dubbel en tot slot weer twee enkelspelen. Wanneer een team drie wedstrijden heeft gewonnen, wordt de wedstrijd beëindigd. Tussen elke wedstrijd wordt vijf minuten gerust.
Er doen zowel bij de mannen als bij de vrouwen 16 teams mee. In de eerste ronde worden de teams in vier groepen van vier ingedeeld, waarbij elk land een keer tegen elk ander land in de groep speelt. De nummers 1 gaan door naar de halve finale. De twee winnaars van de halve finale spelen in de finale om het goud. De nummers 2 uit elke groep spelen herkansingswedstrijden. De winnaars van de eerste herkansing spelen tegen de verliezers van de halve finale. De winnaars daarvan strijden om het brons.

## Uitslagen

### Mannen, individueel
| Nr.    | Sporters       | Land |
| ------ | -------------- | ---- |
| Goud   | Ma Lin         | CHN  |
| Zilver | Wang Hao       | CHN  |
| Brons  | Wang Liqin     | CHN  |
| 4      | Jörgen Persson | SWE  |
| 5      | Ko Lai Chak    | HKG  |
| 5      | Zoran Primorac | CRO  |
| 5      | Tan Ruiwu      | CRO  |
| 5      | Oh Sang-eun    | KOR  |

### Mannen, team
| Nr.    | Sporters                                        | Land |
| ------ | ----------------------------------------------- | ---- |
| Goud   | Wang Hao Ma Lin Wang Liqin                      | CHN  |
| Zilver | Dimitrij Ovtcharov Timo Boll Christian Süß      | GER  |
| Brons  | Oh Sang-eun Ryu Seung-min Yoon Jae-young        | KOR  |
| 4      | Chen Weixing Robert Gardos Werner Schlager      | AUT  |
| 5      | Cheung Yuk Ko Lai Chak Li Ching                 | HKG  |
| 5      | Yo Kan Seiya Kishikawa Jun Mizutani             | JPN  |
| 7      | Andrej Gaćina Zoran Primorac Tan Ruiwu          | CRO  |
| 7      | Chang Yen-shu Chiang Peng-lung Chuang Chih-yuan | TPE  |

### Vrouwen, individueel
| Nr.    | Sporters      | Land |
| ------ | ------------- | ---- |
| Goud   | Zhang Yining  | CHN  |
| Zilver | Wang Nan      | CHN  |
| Brons  | Guo Yue       | CHN  |
| 4      | Li Jia Wei    | SIN  |
| 5      | Feng Tian Wei | SIN  |
| 5      | Wang Chen     | USA  |
| 5      | Tie Yana      | HKG  |
| 5      | Wu Xue        | DOM  |

### Vrouwen, team
| Nr.    | Sporters                                     | Land |
| ------ | -------------------------------------------- | ---- |
| Goud   | Guo Yue Wang Nan Zhang Yining                | CHN  |
| Zilver | Feng Tian Wei Li Jia Wei Wang Yue Gu         | SIN  |
| Brons  | Dang Ye-seo Kim Kyung-ah Park Mi-young       | KOR  |
| 4      | Ai Fukuhara Haruna Fukuoka Sayaka Hirano     | JPN  |
| 5      | Lau Sui Fei Lin Ling Tie Yana                | HKG  |
| 5      | Gao Jun Crystal Huang Yao Xi Wang Chen       | USA  |
| 7      | Veronika Heine Li Qiangbing Liu Jia          | AUT  |
| 7      | Daniela Dodean Iulia Necula Elizabeta Samara | ROU  |

## Medaillespiegel
| Plaats | Land       | NOC    | Goud | Zilver | Brons | Totaal |
| ------ | ---------- | ------ | ---- | ------ | ----- | ------ |
| 1      | China      | CHN    | 4    | 2      | 2     | 8      |
| 2      | Duitsland  | GER    | 0    | 1      | 0     | 1      |
| 2      | Singapore  | SIN    | 0    | 1      | 0     | 1      |
| 4      | Zuid-Korea | KOR    | 0    | 0      | 2     | 2      |
| Totaal | Totaal     | Totaal | 4    | 4      | 4     | 12     |

Seoel 1988 · 
Barcelona 1992 · 
Atlanta 1996 · 
Sydney 2000 · 
Athene 2004 · 
Peking 2008 · 
Londen 2012 · 
Rio de Janeiro 2016 ·
Tokio 2020 ·
Parijs 2024 ·
Los Angeles 2028
Medaillewinnaars 
atletiek · badminton · basketbal · boksen · boogschieten · gewichtheffen · gymnastiek · handbal · hockey · honkbal · judo · kanovaren · moderne vijfkamp · paardensport · roeien · schermen · schietsport · schoonspringen · softbal · synchroonzwemmen · taekwondo · tafeltennis · tennis · triatlon · voetbal · volleybal · waterpolo · wielersport · worstelen · zeilen · zwemmen